# Agrostis ventricosa
Agrostis ventricosa é uma espécie de gramínea do gênero Agrostis, pertencente à família Poaceae.